# Ceratosoma
Genre
Ceratosoma est un genre de mollusques nudibranches de la famille des Chromodorididae.

## Liste d'espèces
Selon World Register of Marine Species (6 juin 2014) :
- Ceratosoma amoenum (Cheeseman, 1886)
- Ceratosoma bicolor Baba, 1949
- Ceratosoma brevicaudatum Abraham, 1876
- Ceratosoma gracillimum Semper in Bergh, 1876
- Ceratosoma ingozi Gosliner, 1996
- Ceratosoma palliolatum Rudman, 1988
- Ceratosoma polyomma Bergh, 1880
- Ceratosoma pustulosum (Cuvier, 1804)
- Ceratosoma tenue Abraham, 1876
- Ceratosoma trilobatum (J.E. Gray, 1827)

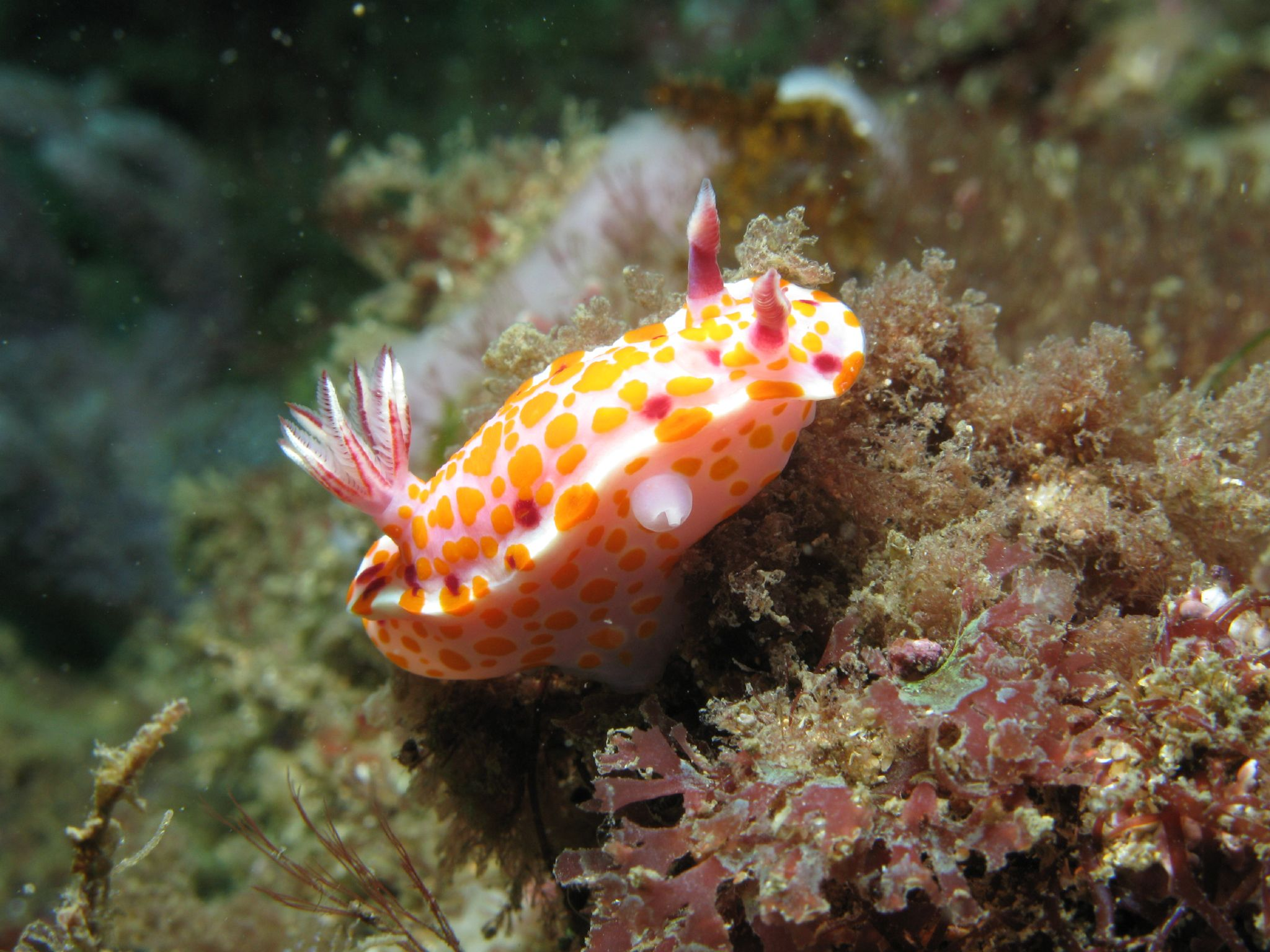
Ceratosoma amoenum
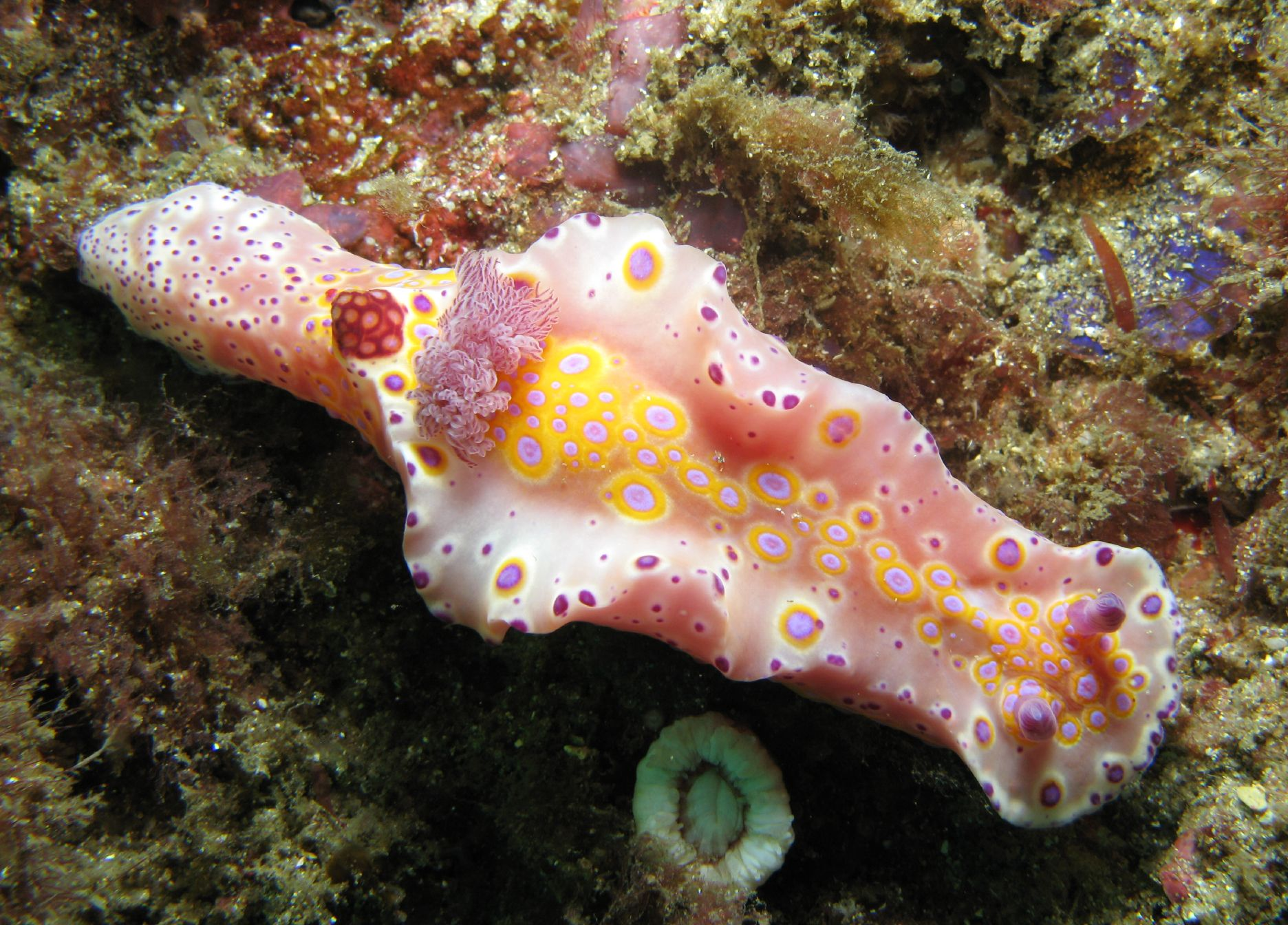
Ceratosoma brevicaudatum
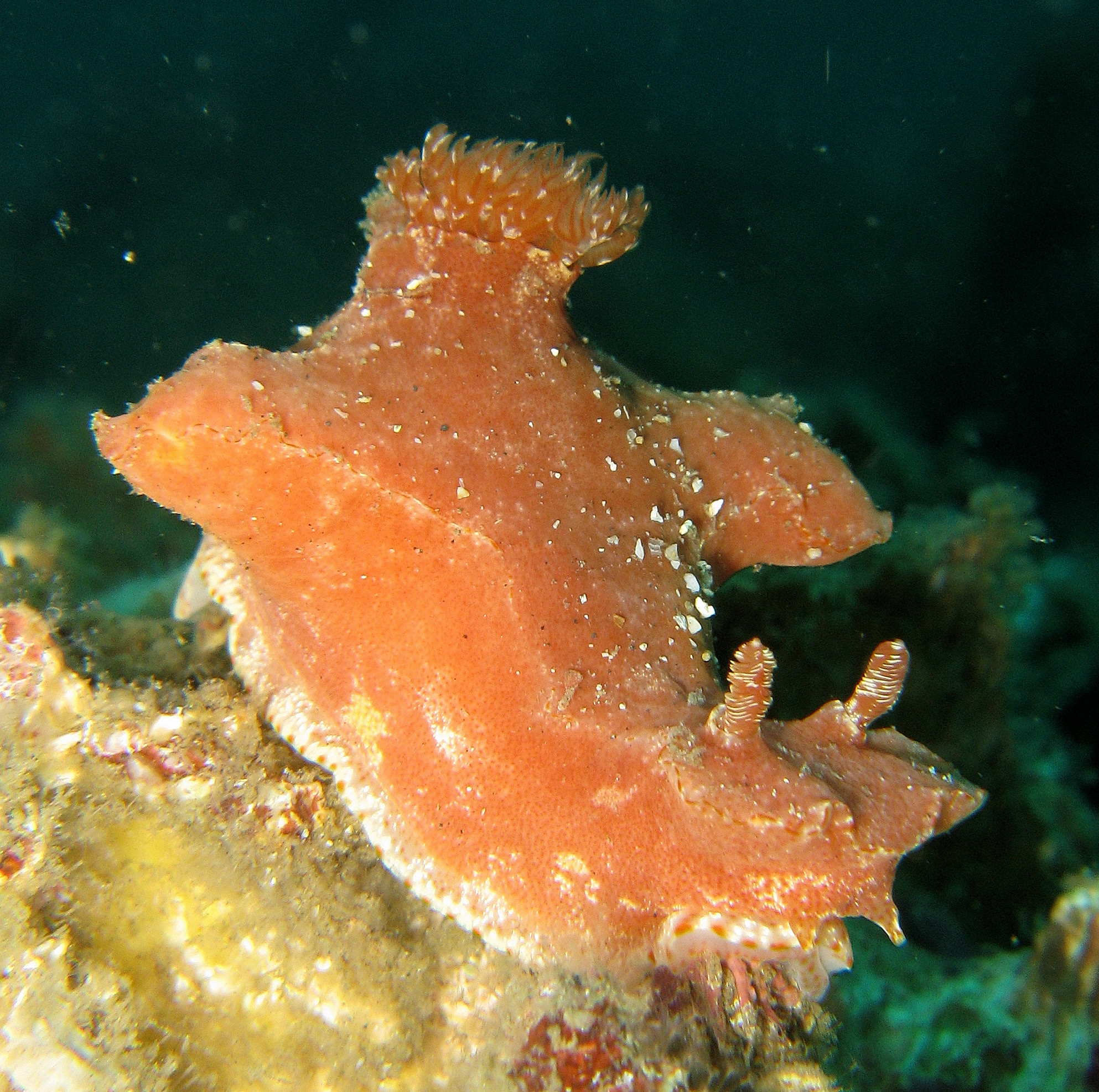
Ceratosoma gracillimum
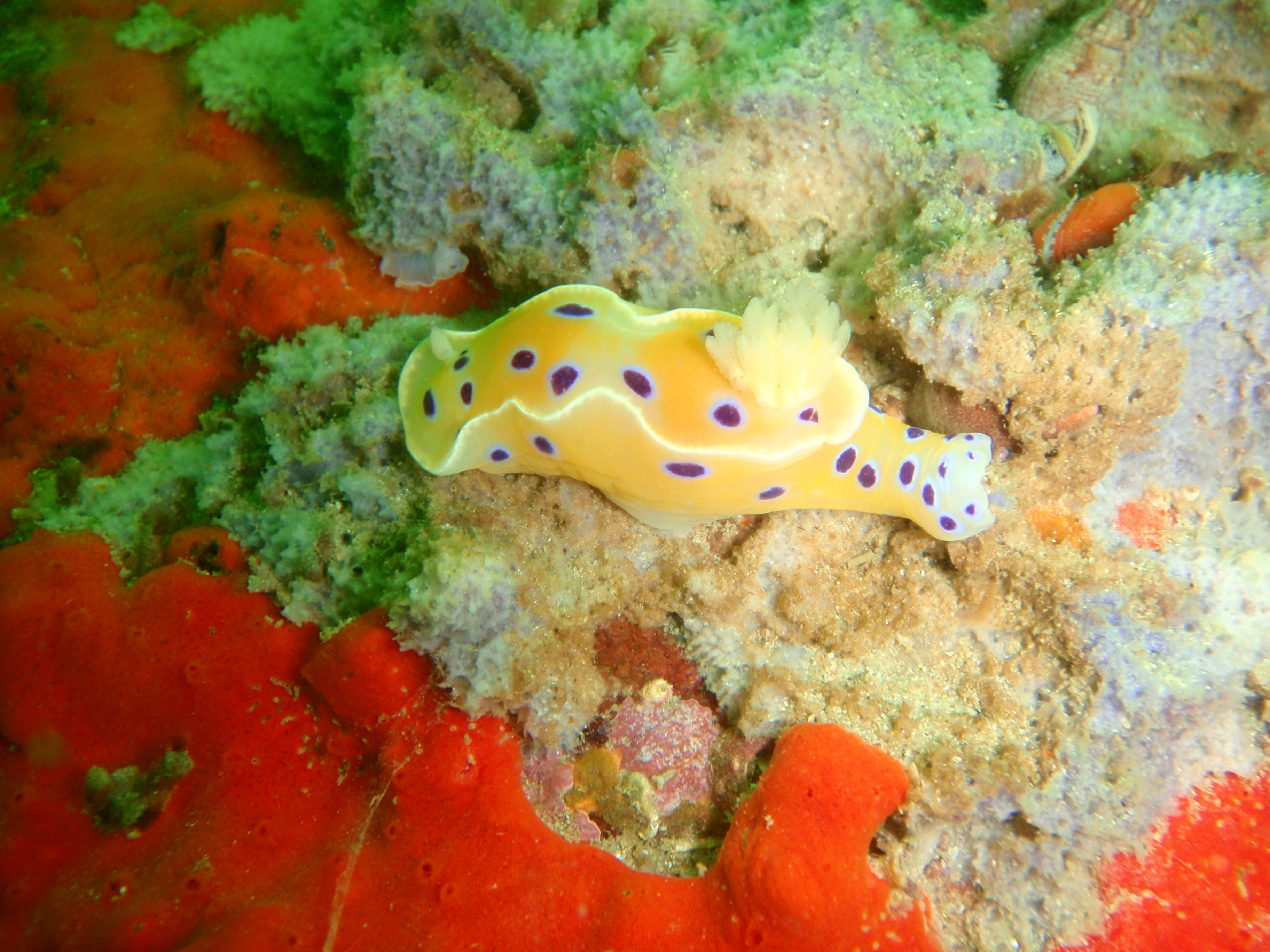
Ceratosoma ingozi
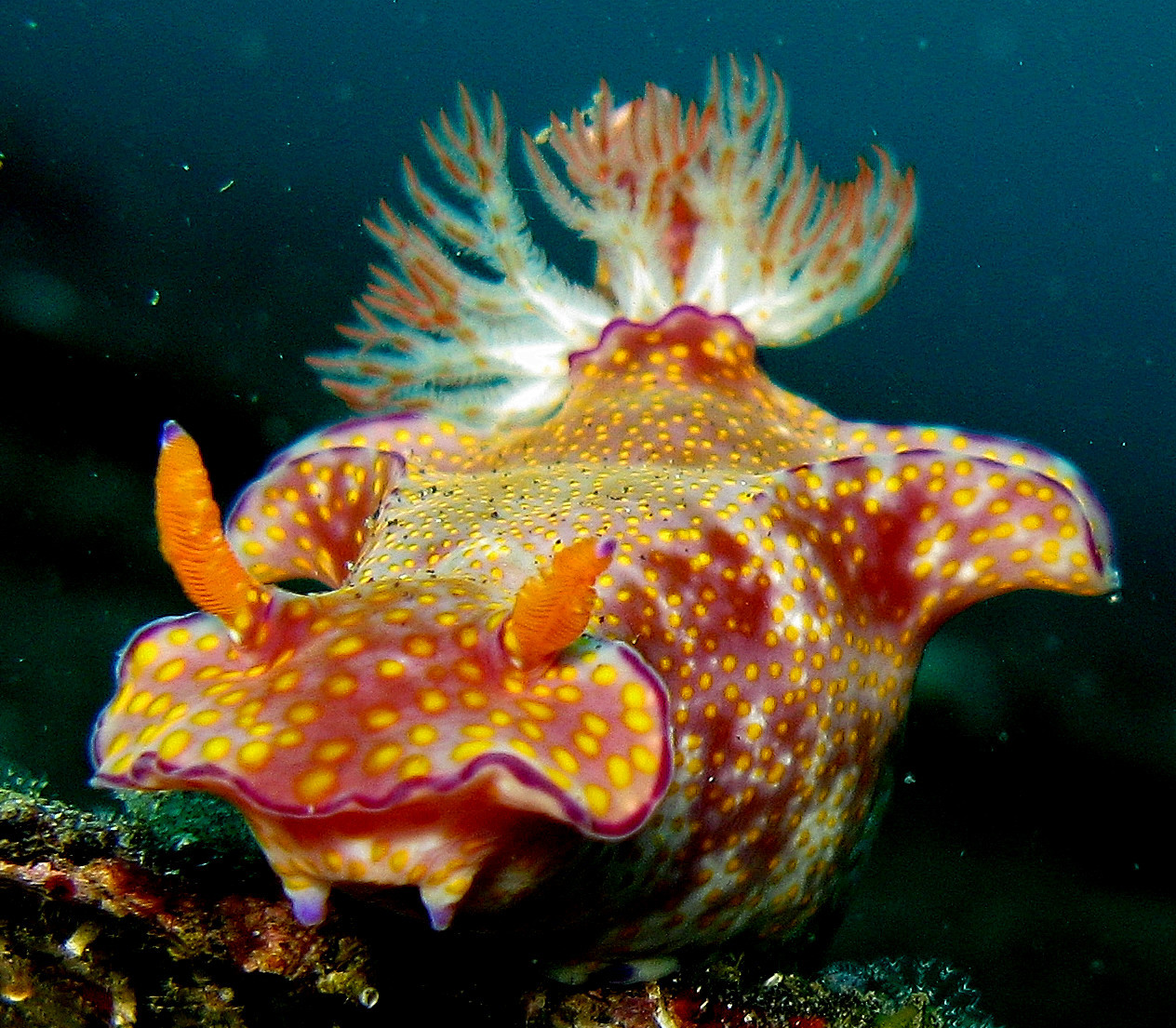
Ceratosoma tenue
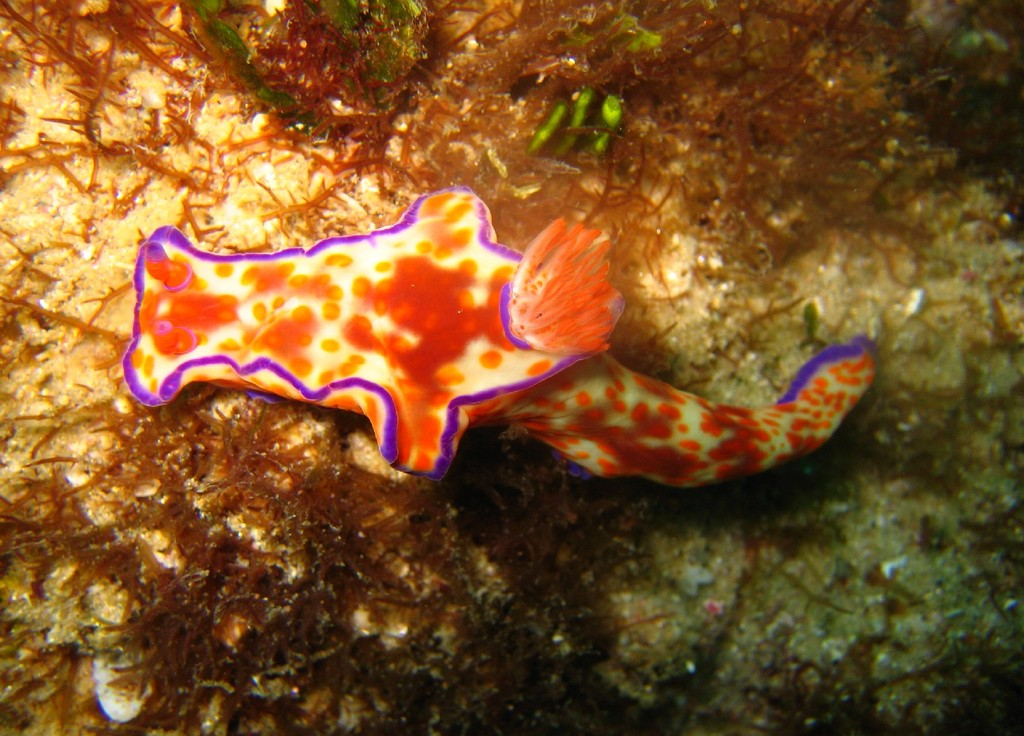
Ceratosoma trilobatum

## Publications originales
- Adams, A., Reeve, L. 1850. Mollusca. The zoology of the voyage of H.M.S. Samarang; under the command of Captain Sir Edward Belcher C.B., F.R.A.S., F.G.S., during the years 1843-1846. Reeve, Benham & Reeve: London. Parts I-III. [67-68]. (BHL - Ceratosoma p. 67)

- Gosliner, T. 1996. Phylogeny of Ceratosoma (Nudibranchia: Chromodorididae), with descriptions of two new species. Proceedings of the California Academy of Sciences, 49(3): 115–126. (lire en ligne)